# Tito Climent
Alberto Climent, más  conocido como Tito Climent (Buenos Aires, 1917-ibídem, 1988), fue un actor cómico, compositor, barítono y guionista argentino.

## Carrera
Tito Climent fue un improvisado actor humorístico de larga trayectoria artística. Hijo del primer actor teatral y cantante, Vicente Climent, se inspiró desde muy chico en el circuito revisteril, y llegó a compartir ese escenario con su padre. Su madre fue la bailarina y vedette Lucía Bessé, y su hermana la actriz de teatro Alicia Climent.
Fue un destacado actor de reparto que trabajó en 20 filmes, luciéndose con notables estrellas de la talla de Susana Canales, Mirtha Legrand, Osvaldo Miranda, Lolita Torres, Alfredo Barbieri, Esteban Serrador, Juan Carlos Thorry y Susana Campos.
En 1952 debutó como guionista y actor en la película ¡Qué rico el mambo!', coprotagonizado con Amelita Vargas, Gogo Andreu y Homero Cárpena. También trabajó  para la BBC.
En teatro formó un divertido dúo cómico junto a Gogó Andreu, que se vio plasmado en la pantalla grande en la película La mano que aprieta de 1952.
En radio hizo algunos radioteatros y programas cómicos como  Gran Kermesse Palmolive, emitida por Radio Belgrano, en 1947 junto a Gogó Andreu.
Climent también formó parte de la "Comisión Permanente de Trabajo" de la entidad gremialista de la Asociación Argentina de Actores, que compuso junto con los actores Raimundo Pastore, Francisco Rullán, Nicolás Taricano, E. Pablo Escobar y Alfonso Amigo.

## Filmografía
- 1935: Noches de Buenos Aires
- 1939: El solterón
- 1939: La intrusa
- 1940: Sinvergüenza
- 1944: Siete mujeres
- 1944: La casta Susana
- 1948: La novia de la marina

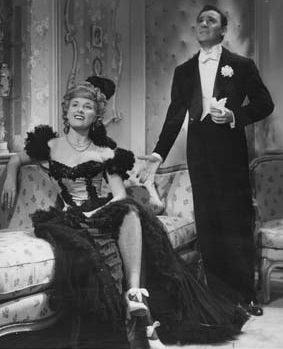
Mirtha Legrand y Tito Climent en una escena de la película La casta Susana (1944).

- 1948: La hostería del caballito blanco
- 1951: Ritmo, sal y pimienta
- 1951: El mucamo de la niña
- 1952: ¡Qué rico el mambo!
- 1952: La mano que aprieta
- 1953: Romeo y Julita
- 1953: Qué noche de casamiento
- 1954: Somos todos inquilinos
- 1974: Hay que romper la rutina
- 1975: Maridos en vacaciones
- 1976: El gordo de América[8]
- 1979: Las muñecas hacen pum

## Televisión
- 1960: Microprogramas (ep: En mi mundo de alegrías, con Dalva de Oliveira y Teresita Lamadrid).
- 1965: La matraca, emitida por Canal 9 y de la que también fue libretista, junto a un gran elenco que incluía a Osvaldo Terranova, Mimí Pons, Tino Pascali, Julia Alson, Roberto García Ramos, Thelma Tixou, Raimundo Pastore y María Esther Gamas.[9]

## Teatro
- Me gustan todas (1925), estrenada por su propia compañía en el Teatro Maipo.
- Revistas Vaudevill, junto a Gogó Andreu, en el Teatro Serrador.[10]
- Los cien barrios porteños (1946), con María E Gamas, R. García Ramos, Silvia Galán, Arturo Palito, Adela Morey, Héctor Gagliardi, Rafael García, Nené Cao y Amelita Vargas.
- Dove está la papa (1946).
- Canciones y ritmos del mundo (1950), en el Teatro Casino. En el elenco estaban también Pepe Arias, Blackie, Tato Bores, Alfredo Jordán, Maruja Montes, Carmen Idal y Margarita Padín.[11]
- Disloquibamba (1956).
- Prohibido (1965), con José Marrone, Juanita Martínez, Fanny Navarro e Hilda Mayo.
- Ritmo, Turismo y Nudismo (1965).

En 1933, trabajó  en una obra en el Cine Ópera junto a Juan Carlos Thorry, Analía Gadé, Marcos Zucker, Domingo Márquez, Héctor Armendáriz, Delfy Miranda y Jesús Pampin.

## Vida privada
Se lo relacionó  sentimentalmente con la actriz y cantante Tania.
Estuvo casado desde 1953 hasta 1963 con la actriz y cantante brasilera Dalva de Oliveira, con quien tuvo a una nena llamada Dalva Lucía Climent. Algunos de los temas cantados por Dalva fueron compuestos por el mismo Tito, como Recordar, Sueño de Pobre, Intriga, Brasil Saudoso, y Lejos de mí, y ya convertido en su empresario, la acompañó  por toda Europa y América Latina. Luego de varias luchas por la tenencia de la nena, la corte se la otorgó a su padre, por lo que Oliveira regresó sola para rehacer su vida en su país natal donde falleció finalmente en 1972.